# Хосе Эухенио Испанский
Инфант Хосе Эухенио Испанский, принц Баварский (исп. José Eugenio de Baviera; 26 марта 1909, Мадрид — 16 августа 1966, Мадрид) — испанский инфант и баварский принц.

## Биография
Он родился во дворце Куэста-де-ла-Вега, 26 марта 1909 года. Его родителями были Фердинанд Баварский (1884—1958), и его супруга Мария Тереза Испанская (1882—1912). Мария Тереза была сестрой испанского короля Альфонсо XIII. 1 апреля 1909 года Хосе был крещен, и его крестными родителями стали король Альфонсо XIII и его супруга Виктория Евгения Баттенбергская.
Когда ему было 3 года, он лишился своей матери, которая умерла через 8 дней после родов. Хосе провел свое детство во дворце Куэста-де-ла-Вега вместе со своим братом, двумя сёстрами и Марией Луизой де Сильва и Фернандес (1880—1955), второй женой отца. В 1914 году, его отец отказался от прав на баварский престол. Таким образом Хосе и его брат потеряли место в наследовании баварского престола.
После окончания школы, поступил в Военную академию, став инженерным подполковником и профессором в Политехнической школе Мадрида. В конце концов, он стал академиком Королевской академии Сан-Фернандо, а позже, её директором.
Его бабушка и дедушка по отцовской линии, привили ему любовь к музыке. Хосе был пианистом и музыковедом. Он брал уроки у пианиста Альфреда Корто.
Он сопровождал Хуана, графа Барселоны, в его визите в Испанию 1 августа 1936 года, во время Гражданской войны. В этой поездке граф Барселонский использовал имя Хуана Лопеса, а Хосе Эухенио — Хосе Мартинеса.
Позже он воевал на стороне повстанцев, и участвовал в Теруэльской операции. Однако после этой операции, он не принимал участие в войне, из-за серьёзной инфекции. Он был награжден крестами Ордена «За военные заслуги», Медалью «За кампанию» и Немецким орлом с мечами. С 1945 года и до своей смерти жил в Мадриде.
Он умер 16 августа 1966 года от пневмонии.

## Брак и дети
Хосе Эухенио женился 25 июля 1933 года, на Марии де ла Асунсьон Соланж де Мессия и Лессепс (1911—2005). У супругов родилось четверо детей:
- Мария Кристина де Бавьера и Мессия (6 февраля 1935 — 7 июня 2014), в 1967 году вышла замуж за Хуана Мануэля де Уркихо-и-Новалеса (1937—2002). Детей у них не было.
- Фернандо Хуан де Бавьера и Мессия (3 апреля 1937 — 15 марта 1999), в 1966 году женился на Софии де Фугаролес де Аркер и Арис де Мойси (1941—2005). Супруги развелись в 1974 году. В браке родилась одна дочь.
- Мария Тереза де Бавьера и Мессия (род. 11 января 1941), в 1963 году вышла замуж за Альфонса Патино (1936—1994). В браке родились две дочери. В 1981 году супруги расстались, но не развелись.
- Луис Альфонсо де Бавьера и Мессия (26 января 1942 — 4 декабря 1966), женат не был. Детей не имел. Погиб в автокатастрофе.